# Saint-Pierre-du-Fresne
Saint-Pierre-du-Fresne – miejscowość i gmina we Francji, w regionie Normandia, w departamencie Calvados.
Według danych na rok 1990 gminę zamieszkiwało 127 osób, a gęstość zaludnienia wynosiła 37 osób/km² (wśród 1815 gmin Dolnej Normandii Saint-Pierre-du-Fresne plasuje się na 759. miejscu pod względem liczby ludności, natomiast pod względem powierzchni na miejscu 1016.).